# Mesothisa substigmata
Mesothisa substigmata là một loài bướm đêm trong họ Geometridae.